# Gordon Moore

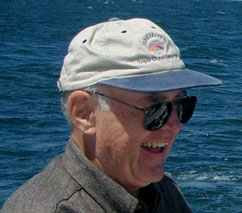
Gordon Moore

Gordon Earle Moore (n. 3 ianuarie 1929, California, SUA – d. 24 martie 2023, Waimea⁠(d), Comitatul Hawaii, Hawaii, SUA) a fost un fizico-chimist și om de afaceri american, fondator și fost președinte emerit al corporației Intel. El a formulat Legea lui Moore (publicată într-un articol în revista Electronics din 19 aprilie 1965), pentru care a primit în 2008 Medalia de Onoare IEEE.
Gordon Moore s-a născut la San Francisco, California, în familia unui adjunct de șerif de comitat, și a copilărit în așezarea Pescadero din vecinătate.
A învățat la liceul Sequoia din Redwood City, apoi s-a înscris la Universitatea de Stat din San Jose, California unde și-a cunoscut viitoarea soție, Betty Irene Whitaker.
După doi ani s-a transferat la Universitatea Berkeley unde în anul 1950 a obținut licența (BSc) în chimie.
În septembrie 1950 a început studii de chimie și fizică la Institutul de Tehnologie California, Caltech. În 1954 a obtinut titlul de doctor în științe în domeniul chimiei, și ca materie secundară, în fizică. Între anii 1953-1956 el a făcut cercetări în cadrul post-doctoratului la Laboratorul de Fizică Aplicată al Universității Johns Hopkins.    
În iulie 1968, Robert Noyce și Gordon Moore au întemeiat firma NM Electronics care a devenit mai târziu Intel Corporation, principalul producător mondial de microprocesoare.